# Lac Saint-Jean
Lac Saint-Jean är en sjö i provinsen Québec i Kanada. Lac Saint-Jean ligger 98 meter över havet och arean är 1 003 kvadratkilometer.
Trakten runt Lac Saint-Jean är nära nog obefolkad, med mindre än två invånare per kvadratkilometer.